# Епідидиміт
Епідидиміт (від лат. epididimis) — запалення придатка сім'яника, яке характеризується запальним процесом, гіперемією, набряклістю у ділянці калитки (яку ще називають мошонкою).

## Форми
Розрізняють гостру та хронічну форми.
У разі невчасного лікування до захворювання епідидиміту може приєднуватися орхіт. З подальшим розвитком орхіепідидиміту.

## Причини захворювання
До причин виникнення належать:
- потрапляння інфекційного агента з сечовивідного каналу, за допомогою сім'явиносних проток. Захворювання може бути обумовлено такими класами мікроорганізмів: бактерії, віруси, гриби, інфекції, що передаються статевим шляхом (гонорея, хламідіоз, гарднерели, трихомонади).
- застосування сечовивідних катетерів
- ускладнені форми уретриту та простатиту.
- ускладнення, що виникло на фоні перенесеного раніше епідемічного паротиту.
- утруднене сечовипускання як причина аденоми
- ускладнення при захворюванні на туберкульоз
- травматичне ушкодження калитки
- переохолодження зовнішніх статевих органів

## Вікові варіації
Епідидиміт часто спостерігається у чоловіків у віці від 15 і до 30 років, а також після 60. Діти хворіють рідко.

## Клінічні прояви
- наявність крові в спермі
- болючий набряк калитки
- гарячковий стан

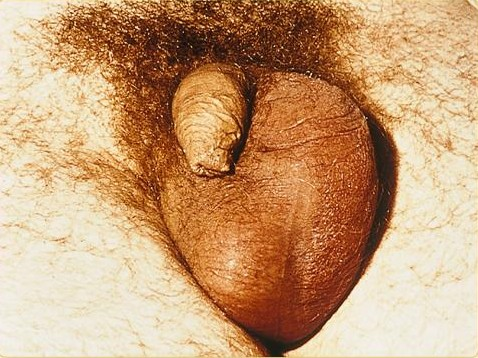
Епідидиміт

- дискомфорт у нижній частині живота або тазу
- паховий біль
- м'які, «опухлі» області паху на ураженій стороні
- поява кісти (пухлина) в калитці
- біль під час еякуляції
- біль або печіння під час сечовипускання
- біль в калитці, яка посилюється під час дефекації
- виділення з сечовивідного каналу (уретра) (отвір на кінці пеніса)

## Діагностика
- Загальний аналіз крові
- Ультразвукова доплерографія калитки
- Сканування калитки (за допомогою методів ядерної медицини)
- Тести на хламідії та гонорею
- Аналіз сечі загальний
- Посів сечі на мікрофлору (вам може знадобитися здати кілька зразків, у тому числі початкового потоку, середню порцію, а також після масажу простати)

## Лікування
- Лікар-куратор може призначити ліки для лікування інфекції, що передається статевим шляхом. Статеві партнери також повинні лікуватися. Додатково можливо буде потрібно застосовувати знеболювальні та протизапальні препарати.
- Ліжковий режим, рекомендується піднімання калитки та застосування пакетів з льодом. Дуже важливим є подальше відвідування свого лікаря-куратора, щоб з'ясувати, чи зникла інфекція повністю.

У гострій формі при підозрі на інфекцію використовуються антибіотики. З метою боротьби і з гонореєю, і з хламідіями препаратами вибору часто є азитроміцин та цефіксим.[джерело?] Фторхінолони більше не рекомендуються, тому що гонорея дуже стійка проти такого класу ліків. Як варіант, замість азитроміцину може бути застосовано доксициклін.
Для випадків захворювання, викликаних кишковими організмами (такими як E. coli), рекомендуються офлоксацин або левофлоксацин.[джерело?]
У дітей фторхинолонів та доксицикліну краще уникати.[джерело?]

## Ускладнення
Ускладнення від епідидиміту такі:
- Абсцес калитки
- Хронічний епідидиміт
- Нориця (фістула) на шкірі калитки
- Омертвіння тканин яєчок через нестачу крові («міокарда» яєчок)
- Безплідність

Важливо: Гострий біль у мошонці — ознака потреби невідкладної медичної допомоги. У цьому випадку негайно виконується виклик бригади швидкої допомоги або огляд лікаря.

## Профілактика
- Ви можете запобігти ускладненням епідидиміту, поставивши хворому діагноз на ранній стадії.
- Призначення антибіотиків в передопераційний період.
- Практика безпечного сексу (статевий акт тільки з одним партнером за раз, використання презервативів) може допомогти запобігти епідидиміту.
- Попередження захворювань, які призводять до епідидиміту.